# Przy obieraniu cebuli
Przy obieraniu cebuli (niem. Beim Häuten der Zwiebel) – autobiograficzna powieść Güntera Grassa z 2006 roku. Zaczyna się wraz z końcem jego dzieciństwa w Gdańsku i początkiem II wojny światowej, a kończy w okresie publikacji Blaszanego bębenka.

## Fabuła
Książka to sprawozdanie ze wspomnień z dzieciństwa i lat młodzieńczych, gdzie tematy wojenne przeplatają się z życiem rodzinnym. Autor wspomina swoją matkę zmarłą na raka, pisze o okresie, gdy był żołnierzem i znajdował się w niewoli wojennej, jak i o panującym tam głodzie, a także przyznaje, że jako 17-latek był członkiem Waffen-SS.

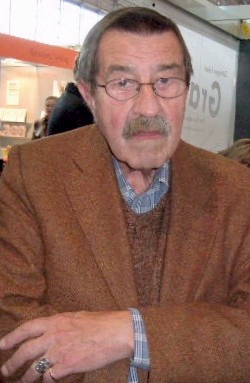
Günter Grass

Günter Grass daje czytelnikowi wgląd w świat, w którym dorastał jako młody człowiek, przedstawia jego stosunek do sztuki, która awansuje u niego do statusu jego własnej rzeczywistości, wspomina okoliczności towarzyszące pisaniu Blaszanego bębenka w Paryżu, a także rysuje drogę kształtowania się jego osobowości. Krok po kroku, podobnie jak przy obieraniu cebuli, autor przedstawia kolejno jego wizję wspomnień i odsłania tajemnice i problemy minionych czasów.

## Tytuły rozdziałów
1. Łuski pod łuską
2. Co się zasklepiło
3. Nazywał się My-czegoś-takiego-nie-robimy
4. Jak poznałem strach
5. Z gośćmi do stołu
6. Na ziemi i pod ziemią
7. Trzeci głód
8. Jak zostałem palaczem
9. Berliński wiew
10. Podczas gdy rak cichaczem
11. Co mi się dostało w prezencie ślubnym

## Poruszenie wywołane służbą Grassa w Waffen-SS
Zarówno w Niemczech, jak i na arenie międzynarodowej, duże poruszenie wzbudziło przyznanie się autora do przynależności do Waffen-SS, o czym Grass pisał w samej książce. Mimo iż powieść została rozesłana do wydawnictw i redakcji przed oficjalnym terminem jej publikacji, to pierwsze reakcje pojawiły się dopiero po wywiadzie, jakiego autor udzielił Frankfurter Allgemeine Zeitung 12 sierpnia 2006 roku. Jego członkostwo w Waffen-SS było do tego momentu przemilczane przez pisarza. Opinii publicznej znany był tylko fakt, iż służył on w 1944 roku jako pomocnik artylerii przeciwlotniczej oraz że jako żołnierz dostał się do niewoli. W autobiograficznym dziele Grass wyjawia, że służył w 10 Dywizji Pancernej SS „Frundsberg”.